# 城義臣
城 義臣（じょう ぎしん、1904年（明治37年）10月11日 - 1976年（昭和51年）9月21日）は日本の政治家、実業家。参議院議員（1期）。

## 経歴
1904年（明治37年）、熊本県に生まれる。1928年（昭和3年）に法政大学法文学部哲学科を卒業し、1929年（昭和4年）に早稲田大学政治経済学部を卒業する。
法政大学社会学研究室助手・講師、九州日報編集局員、日本ピアノ輸入・帝國土地建物・甲南航空工業・天産航空部品・城興産・竜門木材工業各取締役、私塾城山学舎舎主、福岡文化学園理事長兼校長を歴任する。
1948年の参議院熊本県選挙区補欠選挙に日本自由党から出馬し、当選する。第3次吉田内閣で行政管理政務次官に就任し、自由党政務調査会副会長、同党顧問を務める。
1976年（昭和51年）9月21日死去、71歳。死没日をもって勲三等旭日中綬章追贈、正五位に叙される。